# Resolutie 1435 Veiligheidsraad Verenigde Naties
Resolutie 1435 van de Veiligheidsraad van de Verenigde Naties werd op 24 september 2002 aangenomen met veertien stemmen voor en de onthouding van de Verenigde Staten. De Veiligheidsraad vroeg opnieuw dat er een einde zou komen aan het geweld tussen Israël en de Palestijnen in de door Israël bezette gebieden.

## Achtergrond
Tussen 1987 en 1993 zorgde een spiraal van geweld ervoor dat honderden Palestijnen en Israëli's omkwamen. Toen dat laatste jaar de Oslo-akkoorden werden getekend, was er weer hoop op een verbetering van de toestand. Er gebeurde echter nauwelijks iets. De bezetting bleef voortduren en de economische situatie verslechterde nog. Een bezoek van Ariel Sharon aan de Tempelberg op 28 september 2000 werd gezien als een provocatie en leidde tot zware rellen. Wat volgde was de Tweede Intifada, waarbij opnieuw vele duizenden omkwamen.

## Inhoud
De Veiligheidsraad herhaalde zijn bezorgdheid over het geweld dat sedert september 2000 plaatsgreep en de situatie die bleef verslechteren. De raad veroordeelde alle terreuraanvallen tegen burgers, zoals de
bomaanslagen in Israël op 18 en 19 september en in een Palestijnse school in Hebron op 17 september. Op 19 september was ook het hoofdkwartier van de Palestijnse Autoriteit in
Ramallah opnieuw bezet door Israël.
De Veiligheidsraad herhaalde zijn eis om al het geweld, waaronder terreur, provocaties, opruiing en verwoesting, te stoppen. De raad eiste verder dat Israël zijn acties in en rond Ramallah, waaronder de vernieling van Palestijnse infrastructuur, onmiddellijk stopzette en zich terugtrok uit de Palestijnse steden.
De Palestijnse Autoriteit werd opgeroepen te zorgen dat daders van terreurdaden berecht werden.
Lijst ·  1387 ·  1388 ·  1389 ·  1390 ·  1391 ·  1392 ·  1393 ·  1394 ·  1395 ·  1396 ·  1397 ·  1398 ·  1399 ·  1400 ·  1401 ·  1402 ·  1403 ·  1404 ·  1405 ·  1406 ·  1407 ·  1408 ·  1409 ·  1410 ·  1411 ·  1412 ·  1413 ·  1414 ·  1415 ·  1416 ·  1417 ·  1418 ·  1419 ·  1420 ·  1421 ·  1422 ·  1423 ·  1424 ·  1425 ·  1426 ·  1427 ·  1428 ·  1429 ·  1430 ·  1431 ·  1432 ·  1433 ·  1434 ·  1435 ·  1436 ·  1437 ·  1438 ·  1439 ·  1440 ·  1441 ·  1442 ·  1443 ·  1444 ·  1445 ·  1446 ·  1447 ·  1448 ·  1449 ·  1450 ·  1451 ·  1452 ·  1453 ·  1454